# Пашков, Георгий Николаевич
Гео́ргий Никола́евич Пашко́в (1909—1993) — деятель советской промышленности, Герой Социалистического Труда (1961).

## Биография
Георгий Пашков родился 15 апреля 1909 года в посёлке Мумра (ныне — Икрянинский район Астраханской области). Окончил рабфак, после чего работал подсобным рабочим в Астрахани. В 1927—1929 годах учился в Астраханском вечернем механическом техникуме, совмещал учёбу с работой бригадиром, затем заместителем начальника цеха Астраханского механического завода. В 1937 году Пашков окончил Ленинградский военно-механический институт, после чего он остался работать на кафедре организации производства этого института. С 1939 года Пашков руководил 2-м отделом Госплана СССР.
В годы Великой Отечественной войны Пашков участвовал в организации эвакуации предприятий танковой промышленности в Нижний Тагил, Сормово и Челябинск. В январе 1945 года по личному поручению Сталина встречался с разведчиком Кимом Филби для передачи ему задания установить причину гибели в Германии американских лётчиков, одним из которых был Джозеф Кеннеди. После окончания войны Пашков и Дмитрий Устинов руководили вывозом оборудования ракетных предприятий Германии в СССР. Также Пашков вновь встретился с Филби и передал ему задание снять фотокопии с архивов Вернера фон Брауна.
В 1950 году Пашков был назначен помощником Лаврентия Берии по ракетно-ядерной тематике. На этой должности он участвовал в организации взрыва водородной бомбы и запуске ракеты с ядерной боеголовкой. С 1955 года он занимал должность заместителя председателя Военно-промышленной комиссии при Совете Министров СССР. В его непосредственные обязанности входило курирование Министерств общего, среднего и электронного машиностроения. Он участвовал в планировании строительства ракетных и управляющих комплексов, подготовке к запуску первого искусственного спутника земли и полёту Юрия Гагарина.
Указом Президиума Верховного Совета СССР от 17 июня 1961 года за «выдающиеся заслуги в создании образцов ракетной техники и обеспечение успешного полёта советского человека в космическое пространство» Георгий Пашков был удостоен высокого звания Героя Социалистического Труда с вручением ордена Ленина и медали «Серп и Молот».
В 1971 году Пашков вышел на пенсию. Работал научным консультантом НИИ электронного машиностроения, был профессором Московского авиационного института и Зеленоградского института электроники. Скончался 20 февраля 1993 года, похоронен на Кунцевском кладбище Москвы.
Был награждён тремя орденами Ленина, тремя орденами Трудового Красного Знамени, двумя орденами Красной Звезды, двумя орденами Отечественной войны 1-й степени, рядом медалей.